# Sommer mit Hausfreund
Sommer mit Hausfreund ist eine deutsche Filmkomödie von Dennis Satin aus dem Jahr 2005. Die Hauptrollen sind mit Thekla Carola Wied, Friedrich von Thun und Jürg Löw besetzt, tragende Rollen mit Andrea L’Arronge, Julian Sengelmann und Florentine Lahme.
Kurz vor ihrer Silberhochzeit muss Elisa Gehlen sich eingestehen, dass der Großteil ihrer Ehe nur noch aus Gewohnheit und Alltagstrott besteht. Als der Italiener Carlo Dalcura, ein Kollege ihres Mannes, einige Tage bei dem Paar wohnt, verliebt sie sich in ihn. „‚Sommer mit Hausfreund‘ ist eine ebenso turbulente wie romantische Beziehungskomödie von Dennis Satin. Bei allem Wortwitz und aller Situationskomik erzählt der Film aber auch eine lebensnahe Geschichte um Liebe, Eifersucht und die Sehnsucht nach Romantik,“ erläuterte Das Erste.

## Handlung
Der Archäologe Professor Dr. Ludwig Gehlen und seine Elisa, eine Cellistin, die am Musikkonservatorium unterrichtet, planen ihre kurz bevorstehende Silberhochzeit in der Karibik zu feiern. Ludwigs berufliche Ambitionen machen diesen Plänen jedoch einen Strich durch die Rechnung. Die Sponsorin Lydia Pöniken ist unterwegs in den Teutoburger Wald, wo Ludwig sich als anerkannter Experte auf dem Gebiet der Varusschlacht an einer Ausschreibung beteiligen will. Das beste Konzept wird mit 500.000 Euro Stiftungsgeldern gefördert. Ludwig meint, mit diesem Geld könne er seine Theorie vom Hergang der Schlacht beweisen. Dann quartiert Gehlen auch noch seinen Kollegen Professor Carlo Dalcura aus Florenz bei sich im Haus ein, ohne Elisa vorher Bescheid zu geben. Dalcura ist sein Konkurrent bei dem prestigeträchtigen archäologischen Projekt im Teutoburger Wald, das sich mit den Umständen der Schlacht zwischen Römern und Germanen befasst. Als Dalcura plötzlich im Haus steht, hält Elisa ihn zunächst für einen Einbrecher. Sie erliegt jedoch schnell dem Charme des Italieners, der wiederum von Elisa begeistert ist. Und so kommt es, dass sich zwischen beiden eine romantische Affäre entwickelt. Elisa entschließt sich daraufhin, ihren Mann und ihren Sohn Jakob zu verlassen und mit Carlo nach Florenz zu gehen. Anfangs genießt die Cellistin die unbeschwerte Zeit mit Carlo, der glücklich ist, Elisa bei sich zu haben. Nach und nach merkt sie aber, dass sie nicht so sein kann, wie er sie wohl gern hätte und vermisst zudem das, was sie bisher eher störte, die Gewohnheiten zwischen ihr und ihrem Mann, die auch Vertrautheit bedeutet haben.
Lydia Pöniken, einflussreich und attraktiv, nutzt die Gunst der Stunde, um Ludwig näherzukommen und ist letztendlich auch erfolgreich. Als Elisa zu Ludwig zurückkommt führt ein an der Grabungsstelle aufgetauchter alter Schädel zu diversen Missverständnissen. Da Ludwig glaubt, Elisa habe diesen Fund Dalcura zuspielen wollen, lässt er seine Frau, die ihm den wahren Sachverhalt erklären will, nicht zu Wort kommen und stellt kurz angebunden fest, das Haus werde geteilt und die Scheidung eingereicht. Ohne dass Elisa ihn daran hindern kann, stürmt er sodann aus dem Haus.
Der Schlaganfall eines alten Nachbarn, der mit seiner Frau in einer sehr glücklichen Beziehung lebt, macht Elisa bewusst, wie schnell alles vorbei sein kann. Und so macht sie sich auf zu ihrem Mann in den Teutoburger Wald. Unterwegs gerät sie in ein Gewitter. An der Grabungsstätte angekommen hilft sie ihrem Mann dabei, diese zu sichern. Anders als Lydia, die lieber in ihrem Wagen bleibt, lässt sie sich von den widrigen Wetterkapriolen nicht abhalten. Immerhin ist Lydia so ehrlich, Ludwig darüber aufzuklären, dass Carlo Dalcura den Schädel an sich genommen hat und Elisa keine Schuld trifft.
Als Elisas erster Auftritt mit ihren Kollegen ansteht, in dem sie das Dissonanzenquartett in C-Dur von Mozart, spielen, hofft sie kurz, dass Ludwig ihrem Auftritt beiwohnt. Allerdings ist nur Carlo da, der ihr erzählt, dass Ludwig gerade auf einer Pressekonferenz sei, auf der er das Ergebnis seiner Forschung vorstellt. Dort wird er zum Sieger der Ausschreibung gekürt und gleichzeitig Leiter des Römisch-Germanischen Forschungsinstituts. Gehlens Assistentin Undine Frieling gibt einem vor ihr sitzenden Journalisten, jedoch einen Hinweis, dass die Feinanalysen noch nicht fertig seien, da die C14-Datierung noch fehle. Dieser nutzt die Gelegenheit, um Gehlen letztendlich dazu zu bringen, einzugestehen, das das richtig sei. Als er aufsteht und geht, läuft Elisa ihm nach und bittet ihn, zurück nach Hause zu kommen, er fehle ihr und sie brauche ihn. Ludwig meint, er habe so viel falsch gemacht und sich nun auch nach als Forscher blamiert. Und so muss Lydia Pöniken durch ein Fernglas mit ansehen, wie sich das Ehepaar in die Arme fällt. Eine geplante Reise verschieben die Gehlens dann jedoch erneut im gegenseitigen Einverständnis, da beide ihren beruflichen Ambitionen den Vorzug geben. Elisa zieht mit dem Streichquartett durch die Provinzen und Ludwig arbeitet zusammen mit Carlo daran, die Geschichte der Varusschlacht umzuschreiben.

## Produktion, Veröffentlichung
Sommer mit Hausfreund wurde vom 20. Juli bis zum 19. August 2004 in Hamburg und Umgebung gedreht. Produziert wurde der Film von der Studio Hamburg Produktion GmbH und der Letterbox Filmproduktion GmbH im Auftrag der ARD Degeto. Die archäologische Fachberatung übernahm Cordula Werschkun. Die Aufnahmeleitung lag bei Mathias Mann und Christoph Heitmann, die Produktionsleitung bei Stefan Knauß und die Herstellungsleitung bei Günther Russ. Die Redaktion für die ARD Degeto lag bei Diane Wurzschmitt.
Der Film wurde am 6. Mai 2005 erstmals im Programm der ARD Das Erste ausgestrahlt.

## Kritik
Die Kritiker der Fernsehzeitschrift TV Spielfilm zeigten mit dem Daumen nach unten, vergaben für Humor, Spannung und Erotik je einen von drei möglichen Punkten und kamen zu dem Fazit: „Leute in den Fünfzigern im Erotik-Fieber. Gelegentlich sogar komisch. Beziehungskiste mit ausgereiftem Witz“.
Der Filmdienst lobte: „(Fernseh-)Liebeskomödie mit Wortwitz und Situationskomik, die bei aller Heiterkeit auch besinnliche Töne anschlägt. – Ab 14 möglich.“
Tilmann P. Gangloff gab dem Film auf der Seite tittelbach.tv zwei von sechs möglichen Sternen und meinte, das sei „eine typische Degeto-Produktion aus jenen Jahren, in denen die Freitagsfilme zumindest gefühlt von Christine Neubauer und Thekla Carola Wied dominiert“ worden seien. „Fragwürdig“ sei „nicht zuletzt das Rollenmodell, das auch vor zehn Jahren schon antiquiert“ gewesen sei. „Schwächen“ gebe es „auch in der Umsetzung.“ Der Soziologe Dieter Prokop habe die Handlungsmuster von Filmen wie diesem einst „kalkulierten Konformismus“ genannt: „Geltend Werte“ würden „scheinbar infrage gestellt oder sogar gebrochen, aber einen wirklichen Diskurs [gebe] es nicht. Am Ende [werde] der Status quo wiederhergestellt, sodass die Normen sogar noch gestärkt aus dem Vorgang“ hervorgingen. „Mit gutem Willen“ könnte man „das Drehbuch von Verena Mahlow immerhin als Appell verstehen“. Die Geschichte entspreche „einem typischen Erzählmuster der ‚alten‘ Degeto-Filme“. […] „Allen Klischees zum Trotz“ wäre ‚Sommer mit Hausfreund‘ „vielleicht dennoch empfehlenswert, wenn es nicht vergleichbare Degeto-Filme“ gäbe, „die ungleich besser“ seien, „zum Beispiel ‚Den Tagen mehr Leben‘ (2010) von Jan Růžička, ebenfalls mit Wied“. Der Kern der Geschichte sei „fast identisch. Offenkundiger Qualitätsunterschied zwischen den beiden romantischen Dramen [sei] die Führung der Hauptdarstellerin: In ‚Sommer mit Hausfreund‘ […] spiel[e] Wied viel zu undifferenziert und begegne sämtlichen emotionalen Lebenslagen mit stets der gleichen Allzweckmimik, einem leicht gequält wirkenden Gesichtsausdruck, der sowohl Verwirrung wie auch Trauer und Zorn vermitteln soll. Löw wiederum wirk[e] wie die akademische Version eines schleimigen Strandpapagallos.“